# Laurent Thévenot
Pour les articles homonymes, voir Thévenot.
 (juillet 2024).
Si vous disposez d'ouvrages ou d'articles de référence ou si vous connaissez des sites web de qualité traitant du thème abordé ici, merci de compléter l'article en donnant les références utiles à sa vérifiabilité et en les liant à la section « Notes et références ».
Laurent Thévenot (né en 1949) est un sociologue et économiste français, initiateur avec Luc Boltanski du courant de sociologie pragmatique à partir des économies de la grandeur étendues aux régimes d'engagement. Il est en outre fondateur de l’économie des conventions avec Jean-Pierre Dupuy, François Eymard-Duvernay, Olivier Favereau, André Orléan et Robert Salais. Il est directeur d'études à l'EHESS, centre Georg Simmel.

## Biographie
Diplômé de École polytechnique (promotion 1968) et de l'École Nationale de la Statistique et de l'Administration Économique (ENSAE en 1973), il prend d'abord part avec Alain Desrosières, en tant qu'administrateur de l'INSEE, à la création de la nouvelle classification des professions et catégories socioprofessionnelles (PCS). Ses travaux sur les classifications et le codage social conduisent à la publication de l'ouvrage Les catégories socioprofessionnelles avec Alain Desrosières, et le rapprochent de Pierre Bourdieu, puis de Luc Boltanski. L'analyse de la production statistique deviendra un axe de recherche sur la « politique des statistiques ».
À partir d'enquêtes sur le travail et les organisations – certaines menées en collaboration avec l'économiste François Eymard-Duvernay –, il propose une notion d'« investissement de forme » qui rend compte de l'établissement de formes d'équivalence (codes, standards, coutumes, etc.) dotées d'un pouvoir de coordination. Ce sera une des origines, avec le travail de Boltanski sur les dénonciations dans la presse, des « économies de la grandeur » qui inaugure un nouveau courant de sociologie pragmatique. Avec Boltanski, il fonde le Groupe de Sociologie Politique et Morale (CNRS-EHESS) – nom suggéré par Albert Hirschman – en se séparant du groupe et de la sociologie de Bourdieu pour développer une sociologie qui traite des capacités critiques des acteurs et de leurs limites. De la Justification. Les économies de la grandeur, écrit avec Boltanski, distingue et analyse les répertoires d'évaluation visant la légitimité du bien commun dans la vie publique, qu'il s'agisse des relations de pouvoir politique, des relations sociales ou de la vie économique.
Thévenot prolonge ensuite ce cadre d'analyse dans deux directions. En complément des critiques et justifications prétendant à une légitimité publique à partir du modèle des grandeurs, le modèle des régimes d'engagement des personnes et de leurs pouvoirs associés élargit la perspective en deçà du public, jusqu’à atteindre l'intime familier.  En résulte une extension de la critique aux oppressions pesant sur ces engagements. D’autre part, Thévenot propose d’analyser la construction politique des communautés selon des grammaires de la mise en commun – en différends – qui ne passent pas seulement par des justifications publiques adossées à des conceptions plurielles du bien commun (ordres de grandeurs). À la faveur de programmes comparatifs internationaux qu'il a codirigés avec des sociologues étatsuniens puis russes, ont été mises en évidence une grammaire libérale du public et une grammaire d'affinités personnelles à des lieux communs pluriels.
Cette sociologie pragmatique de la justification et des engagements a été mise en œuvre à la faveur de programmes de coopération internationale (Europe de l’Ouest, du Sud et du Nord, Russie, Amérique du Nord et du Sud) dans des domaines divers : protestation, politisation, critique, mouvements sociaux, participation ; mise en valeur et évaluation ; quantification, information, cognition et émotions ; travail et organisations ; écologie et agroenvironnements ; droit et gouvernement par les standards ; littérature, théâtre et arts de la participation et de la figuration.
Laurent Thévenot est membre des comités scientifiques des revues Annales, Histoire, Sciences Sociales, European Journal of Cultural and Political Sociology, Historical Social Research, Laboratorium: Russian Review of Social Research.
Il est membre permanent de l'Académie d'Agriculture de France.
Il est docteur Honoris Causa de l’University de Helsinki et de l’Université Nationale de l’Altiplano (Puno, Peru).

### Ouvrages
- (dir.) Conventions économiques, Paris, Centre d'études de l'emploi - PUF, 1986.
- Le travail : marchés, règles, conventions, codirection avec R. Salais, Insee - Economica, 1986.
- Les économies de la grandeur, avec L. Boltanski, Centre d'études de l'emploi - PUF, 1987.
- Les catégories socioprofessionnelles, avec A. Desrosières, La Découverte, 1988.
- Justesse et justice dans le travail, codirection avec L. Boltanski, Centre d'études de l'emploi - PUF, 1989.
- De la justification. Les économies de la grandeur, avec L. Boltanski, Gallimard (traduit en anglais, allemand, japonais, russe), 1991. Traductions en anglais, allemand, russe, portugais, japonais. Édition avec nouvelle préface, Gallimard, col. Tel, 2022.
- Les objets dans l'action, codirection avec B. Conein et N. Dodier, Ed. de l'EHESS (Raisons pratiques 4), 1993.
- Cognition et information en société, codirection avec B. Conein, Ed. de l'EHESS (Raisons Pratiques 8), 1997.
- Rethinking Comparative Cultural Sociology: Repertoires of Evaluation in France and the United States, co-direction avec Michèle Lamont, Cambridge University Press, 2000.
- L'action au pluriel. Sociologie des régimes d'engagement, Paris, La Découverte, 2006.Traduction en espagnol.
- Engagementsregimer, (ed. by Magnus Paulsen Hansen), Copenhagen: Hans Reitzels Forlag, 2016.
- Modes de normativité et transformations normatives / Modes of normativity and normative transformations (avec V. Champeil-Desplats et J. Porta), (dir.), (édition bilingue) Paris, IFJD, diffusion LGDJ, 2020.

### Dossiers de revue
- 2017 (avec K. Rousselet et F. Daucé) (dir.) : « Critiquer et agir en Russie » dossier de la Revue d'Études Comparatives Est-Ouest, 48(3-4) : 5-244.
- 2018 (avec E. Luhtakallio) (dir.) : “Politics of Engagement in an Age of Differing Voices” special issue European Journal of Cultural and Political Sociology 5(1-2): 1-217.
- 2019 (avec V. Champeil-Desplats et J. Porta) (dir.) : « Dossier thématique. Modes de normativité et transformations normatives : de quelques cas relatifs aux droits et libertés », La Revue des droits de l’homme, 16, en ligne.

### Chapitres récents
- 2022, « A new calculable global world in the making: governing through transnational certification standards », in A. Mennicken and R. Salais (eds.), The New Politics of Numbers: Utopia, Evidence and Democracy, Palgrave, p. 197-252.
- 2022, « La teoría y la encuesta para la cual "social"? El arte de participar », in G. Nardacchione (ed.) El pragmatismo como método de formación de categorías. Calibrando el foco en la investigación social, Buenos Aires, Editorial SB.
- 2022, « Contester une autorité incontestable : quel mouvement critique ? », in C. Bessy et C. Didry (dir.) L’économie est une science réflexive. Chômage, convention et capacité dans l’œuvre de Robert Salais, Lille, Septentrion.
- 2021, (avec Y. Mettler) « Bancbigny 2013- », in Mettler, Y., Atlas Europe Square, Urbanomic, MIT Press, p. 120-145.
- 2019b, « Measure for measure. Politics of quantifying individuals to govern them », Historical Social Research, 44(2), special issue on « Governing by numbers: Key indicators and the politics of expectations », edited by Walter Bartl, Christian Papilloud, Audrey Terracher-Lipinski, p. 44-76.
- 2019, « Des arts de prendre part : théâtre et politique », postface de R. Brahy S’engager dans un atelier-théâtre. Vers une recomposition du sens de l’expérience, Cuesmes (Mons), Belgique, Éditions du Cerisier, 203-224.
- 2019, « Endiguer les transes d'un péril prochain. La transition d'un Plan de Prévention de Submersion et la vague de réactions locales contre l'État », in F. Padovani et B. Lysaniuk, Benjamin (dir.) Les gestions des transitions. Anticiper, subir, réagir, planifier, Paris: L'Harmattan, 31-66.
- 2018, (avec E. Luhtakallio) (dir.) « Politics of Engagement in an Age of Differing Voices” (introduction to the special issue) European Journal of Cultural and Political Sociology 5(1-2): 1-11.
- 2017, « Simmel et la mise en forme de l'humain », in D. Thouard et B. Zimmermann, (dir.), Simmel, le parti-pris du tiers, Paris, Ed. du CNRS, 135-153.
- 2016 : « Le pouvoir des conventions », in Batifoulier P. et alii (eds.), Dictionnaire des conventions, Presses Universitaires du Septentrion, pp. 203-207
- 2015 : « Autorités à l’épreuve de la critique. Jusqu’aux oppressions du ‘gouvernement par l’objectif' », in Frère Bruno (dir.), Le tournant de la théorie critique, Desclée de Brouwer, pp. 216-235
- 2015 : « Making commonality in the plural, on the basis of binding engagements », in Dumouchel Paul and Gotoh Reiko (eds.), Social Bonds as Freedom: Revising the Dichotomy of the Universal and the Particular, Berghahn, pp. 82-108
- 2015 : « Certifying the World. Power Infrastructures and Practices in Economies of Conventional Forms », in Aspers Patrick and Nigel Dodd (eds.), Re-Imagining Economic Sociology, Oxford University Press, pp. 195-223
- 2015 (avec J. Stavo-Debauge) : « Sociologie pragmatique », in Le Digol Christophe (ed.), Dictionnaire de la sociologie, Paris, Encyclopedia Universalis9
- 2014 : « Engaging in the Politics of Participative Art in Practice » in Zembylas Tasos (ed.), Artistic Practices, Routledge, pp. 132-150
- 2014 : « Une vie éprouvée. Entre migration postcoloniale, discrimination à l’embauche, maternité affectée et adoption salvatrice: quelle ‘identité forgée’ ? », in Vrancken D. (dir.), Penser l’incertain, Presses de l’Université de Laval, pp. 139-160
- 2014 : « Enlarging Conceptions of Testing Moments and Critical Theory. Economies of Worth, On Critique and Sociology of Engagements », in Simon Susen and Turner Brian S. (eds.), The Spirit of Luc Boltanski. Essays on the ‘Pragmatic Sociology of Critique’, Anthem Press, pp. 245-261
- 2013 : « The Human Being Invested in Social Forms. Four Extensions of the Notion of Engagement », in Archer Margaret and Maccarini Andrea (eds.), Engaging with the World. Agency, Institutions, Historical Formations, Routledge, pp. 162-180
- 2012 : « At Home and in a Common World, in a Literary and a Scientific Prose: Ginzburg’s Notes of a Blockade Person », in Van Buskirk Emily and Zorin Andrei (eds.), Lydia Ginzburg’s Alternative Literary Identity, Peter Lang, pp. 283-304
- 2011 : « Die Person in ihrem vielfachen Engagiertsein », in Diaz-Bone Rainer (Hg.), Soziologie der Konventionen. Grundlagen einer pragmatischen Anthropologie, Campus Verlag, pp. 231-254

### Articles récents
- 2020, « Faire entendre des voix muettes. Un engagement corporel en présence et sa mise en commun politique et critique », SociologieS, en ligne.
- 2020, « La grande décentration », complément du no 56 de la Revue du MAUSS, en ligne.
- 2020, “How does Politics Take Closeness into Account? Returns from Russia”, International Journal of Politics, Culture, and Society, 33(2): 221-250.
- 2019, « Concevoir la communication soviétique. Le discernement compréhensif de Larissa Zakharova », Cahiers du Monde russe, 60(2-3) : 55-58.
- 2019, « Ce qui engage. La sociologie des justifications, conventions et engagements, à la rencontre de la norme », La Revue des droits de l’homme, 16, en ligne.
- 2019, Véronique Champeil-Desplats, Jérome Porta et Laurent Thévenot, « Introduction : une expérience de recherche coopérative et transverse entre droit et sciences sociales », La Revue des droits de l’homme, 16, en ligne.
- 2019, Cheyns, Emmanuelle et Thévenot, Laurent, « Le gouvernement par standards de certification consentement et plaintes des communautés affectées », La Revue des droits de l’homme, 16, en ligne.
- 2019, “Measure for measure. Politics of quantifying individuals to govern them”, Historical Social Research, 44(2): 44-76.
- 2019, « Langue de travail, langue au travail », SociologieS, en ligne.
- 2018 (avec Nina Kareva), « Le pain merveilleux de l'hospitalité. Malentendus éclairant les constructions du commun », SociologieS, en ligne.
- 2017, « 'Des liens du proche aux lieux du public': retour sur un programme franco-russe pionnier », Revue d'Études Comparatives Est-Ouest, 48(3-4) : 7-43.
- 2017 (avec la collaboration de Janna Tsinman et Ariane Zambiras) « En commun, en différend. Politiques comparées dans l'apprentissage de la vie ensemble en foyer étudiant », Revue d'Études Comparatives Est-Ouest, 48(3-4) 45-93.
- 2016 : « From Social Coding to Economics of Convention: A Thirty Years Perspective on the Analysis of Qualification and Quantification Investments », Historical Social Research, 41(2): pp. 96-117
- 2015 : « Vous avez dit ‘capital’ ? Extension de la notion et mise en question d’inégalités et de pouvoirs de domination », Annales Histoire Sciences Sociales, 70(1) pp. 69-80 « You Said ‘Capital’? Extended Conceptions of Capital and the Analysis of Inequalities and Dominant Powers », Annales Histoire Sciences Sociales in English.
- 2014 : « Voicing Concern and Difference. From Public Spaces to Common-places », European Journal of Cultural and Political Sociology, 1(1): pp. 7-34
- 2012 : « Des institutions en personne. Une sociologie pragmatique en dialogue avec Paul Ricœur », Études ricœuriennes / Ricœur studies, vol. 3, no 1, pp. 11-33[10]
- 2012 : « Convening the Company of Historians to go into Conventions, Powers, Critiques and Engagements », Historical Social Research, 37(4): pp. 22-35
- 2012 : « Law, Economies and Economics. New Critical Perspectives on Normative and Evaluative Devices in Action », Economic Sociology, 14(1): pp. 4-10
- 2011 : « Powers and Oppressions Viewed from the Sociology of Engagements: in Comparison with Bourdieu’s and Dewey’s Critical Approaches of Practical Activities », Irish Jou
- rnal of Sociology, 19(1): pp. 35-67
- 2011 : « Grand résumé de L'Action au pluriel. Sociologie des régimes d'engagement, Paris, Éditions La Découverte, 2006 », SociologieS[11]
- 2011 : « Conventions for Measuring and Questioning Policies. The Case of 50 Years of Policies Evaluations through a Statistical Survey », Historical Social Research, 36(4): pp. 192-217
- 2011, « On Engagement, Critique, Commonality, and Power », an interview by Paul Blokker and Andrea Brighenti », European Journal of Social Theory, 14(3): 383-400.